# Krzesiwo (baśń)
Krzesiwo (duń. Fyrtøjet) – baśń autorstwa Hansa Christiana Andersena, wydana po raz pierwszy w 1835 roku w pierwszym zbiorze baśni tego pisarza.

## Fabuła
Żołnierz wraca z wojny i spotyka czarownicę, która wysyła go do pustego drzewa po krzesiwo, obiecując mu pieniądze. W drzewie odkrywa trzy pomieszczenia, w których psy strzegą skarbów: miedzi, srebra i złota. Bierze krzesiwo i zabija czarownicę, co pozwala mu korzystać z psów, by otrzymywać pieniądze i stać się bogatym. Przeprowadza się do miasteczka, zakochuje się w córce króla i używa psów, by sprowadzić ją do swego domu na trzy noce. Król stawia pułapkę i chwyta żołnierza, skazując go na śmierć, ale ten prosi o zapalenie fajki. Korzysta z krzesiwa, by wezwać psy, które atakują i obalają króla. Żołnierz zostaje nowym królem, poślubia królewnę, a ich wesele trwa tydzień, z psami obecnymi na uroczystości.

## Adaptacje
- 1907 – Fyrtøjet, pierwsza adaptacja baśni, krótkometrażowy film w reżyserii Viggo Larsena[2]
- 1946 – Fyrtøjet, pierwszy duński pełnometrażowy film animowany, reż. Svend Methling[3][4]
- 1959 – Krzesiwo (niem. Das Feuerzeug), NRD-owski film kostiumowy, reż. Siegfried Hartmann[5][6]
- 1971 – Andersen Monogatari, japoński serial anime (odcinki 16–17)[7][8]
- 1977 – Manga Sekai Mukashi Banashi, japoński serial anime (odcinek 34 – Hi uchibakoto heitai san)[9]
- 2003 – Pan Andersen opowiada, duńsko-brytyjsko-niemiecki serial animowany (odcinek 19 – Fyrtøjet)[10]